# Jurassic Park Adventures: Flyers
Jurassic Park Adventures: Flyers ist das Dritte und letzte Spin-off-Buch zum Film Jurassic Park III. Autor ist Scott Ciencin, der auch die beiden Vorgänger schrieb. Mit 126 Seiten, wieder ein wenig länger und somit das längste Buch der Jurassic Park Adventures-Reihe. Das Buch erschien am 26. März 2002 bei Random House. 
Wie der 2. Teil spielt dieser auch nach den Geschehnissen des Films. Ungewöhnlicherweise wird auch aus Sicht der Pteranodons erzählt, welche hier die Hauptrolle einnehmen.

## Handlung
Einige Exemplare der Pteranodons schaffen es von Isla Sorna zu entkommen, anschließend werden sie auf der ganzen Welt gesichtet. Alan Grant und Eric Kirby werden nach Orlando eingeladen, genauer gesagt als Gäste der Universal Studios. Hier sollen sie von ihren Abenteuern auf der Insel berichten. 
Genau zu diesem Zeitpunkt nehmen die Pteranodons Kurs auf Florida. Sie werden von den unzähligen Seen in den Parks angelockt. Die Tiere beschließen, zu bleiben. Es bricht ein Chaos aus und Menschen werden verletzt. 
Mit der Unterstützung von Amanda Kirby und dem Reporter Manly Wilks wollen Alan Grant und Eric Kirby die Pteranodons vor dem sicheren Todesurteil der Behörden retten. 
Die Pteranodons haben schon einige Parks in Besitz genommen. Unter anderem werden auch einige Attraktionen der Universal Studios zerstört. Manly will Bekanntheit erlangen und versucht selbst, einen Pteranodon zu fangen. Dies wird aber prompt von Amanda Kirby unterbunden, in dem sie Manly bewusstlos schlägt. Bei einem weiteren Fangversuch sterben zwei Hubschrauberpiloten.  
Am Ende werden die flugfähigen Echsen ausgetrickst. Ein Flugzeug, welches als gigantischer Pteranodon getarnt ist, startet und nimmt Kurs auf Isla Sorna. Bereitwillig folgen die Pteranodons und kehren zur Insel zurück.  

## Ausgaben
- Scott Ciencin: Jurassic Park Adventures: Prey. Random House, 2002, ISBN 978-0-375-81291-0